# Material clinotrópico
En mecánica de sólidos deformables y elasticidad, se denomina clinotropía (del griego κλίνειν klínein 'estar inclinado' y  τροπή tropḗ 'giro') a la propiedad de ciertos materiales anisotrópicos donde no es posible encontrar dos o más planos de simetría que sean perpendiculares, por lo que, usualmente, tienen un grado menor de simetría que los materiales ortótropos.
Un material clinotrópico posee una estructura interna poco simétrica, cuyo grupo de simetría puntual tiene orden fintio diferente de {\displaystyle 2^{3}} o {\displaystyle 2^{4}} y además no contiene al grupo de Klein {\displaystyle K=\mathbb {Z} _{2}\times \mathbb {Z} _{2}} como subgrupo. Esta es la forma más general de anisotropía en medios elásticos lineales y, engeneral, requieren muchas constantes elásticas diferentes para describirlo. A diferencia de los materiales isotrópicos (idénticas propiedades en todas las direcciones) y ortotrópicos (propiedades distintas pero constantes a lo largo de tres direcciones ortogonales), los materiales clinotrópicos pueden tener hasta 21 constantes elásticas independientes en su tensor de rigidez (cuando se expresa en notación reducida de Voigt), lo cual refleja la ausencia total de simetría estructural en su comportamiento mecánico. Existen varias subclases de materiales clinotrópicos requiriéndose entre 6 y 21 constantes elásticas. Los materiales clinotrópicos pueden presentar simetría trigonal (6 o 7 constantes), monoclínica (13 constantes) o triclínica (21 constantes) .
Este tipo de anisotropía se asocia con materiales que presentan simetría cristalina trigonal, monoclínica y triclínica, así como con ciertos materiales compuestos, rocas o tejidos biológicos cuya microestructura es altamente irregular o no homogénea. Dado su alto grado de complejidad, los modelos clinotrópicos se emplean sobre todo en contextos donde es esencial capturar fielmente la variabilidad direccional de las propiedades mecánicas, como en simulaciones avanzadas de medios heterogéneos o en caracterización de materiales en el ámbito de la ciencia de materiales y la geofísica.

## Comportamiento elástico

### Clinotropía trigonal
La simetría trigonal es el caso de clinotropía con mayor simetría y para el que menos constantes elásticas son necesarias, seis en total. En el caso de un material clinotrópico de tipo trigonal que además sea elástico lineal las relaciones tensión-deformación, usando la notación de Voigt, vienen dadas en cada punto por:

{\displaystyle {\begin{bmatrix}\sigma _{xx}\\\sigma _{yy}\\\sigma _{zz}\\\sigma _{yz}\\\sigma _{xz}\\\sigma _{xy}\end{bmatrix}}={\begin{bmatrix}C_{11}&C_{12}&C_{13}&C_{14}&0&0\\C_{12}&C_{11}&C_{13}&-C_{14}&0&0\\C_{13}&C_{13}&C_{33}&0&0&0\\C_{14}&-C_{14}&0&C_{44}&0&0\\0&0&0&0&C_{44}&C_{14}\\0&0&0&0&C_{14}&(C_{11}-C_{12})/2\end{bmatrix}}{\begin{bmatrix}\varepsilon _{xx}\\\varepsilon _{yy}\\\varepsilon _{zz}\\\varepsilon _{yz}\\\varepsilon _{xz}\\\varepsilon _{xy}\end{bmatrix}}}

La matriz de flexibilidad (compliaza) que da las relaciones deformación-tensión tiene una forma análoga a la matriz de rigidez ({\displaystyle C_{ij}}) anterior.

### Clinotropía monoclínica
La simetría monoclínica se caracteriza por la existencia de un único plano de reflexión, la poca simetría hace que el compartimiento sea muy dispar diferentes direcciones alrededor de un punto requiriéndose trece constantes elásticas en total. Un material clinotrópico monolítico, que tenga una comportameinto elástico lineal, se caracteriza por las siguientes relaciones tensión-deformación:

{\displaystyle {\begin{bmatrix}\sigma _{xx}\\\sigma _{yy}\\\sigma _{zz}\\\sigma _{yz}\\\sigma _{xz}\\\sigma _{xy}\end{bmatrix}}={\begin{bmatrix}C_{11}&C_{12}&C_{13}&0&0&C_{16}\\C_{12}&C_{22}&C_{23}&0&0&C_{26}\\C_{13}&C_{23}&C_{33}&0&0&C_{36}\\0&0&0&C_{44}&C_{45}&0\\0&0&0&C_{45}&C_{55}&0\\C_{16}&C_{26}&C_{36}&0&0&C_{66}\end{bmatrix}}{\begin{bmatrix}\varepsilon _{xx}\\\varepsilon _{yy}\\\varepsilon _{zz}\\\varepsilon _{yz}\\\varepsilon _{xz}\\\varepsilon _{xy}\end{bmatrix}}}

La matriz de flexibilidad que da las relaciones deformación-tensión tiene una forma análoga. Adaptando la notación típicamente usada para materiales ortótropos la matriz de flexibilidad podría escribirse como:

{\displaystyle {\begin{bmatrix}\varepsilon _{xx}\\\varepsilon _{yy}\\\varepsilon _{zz}\\\varepsilon _{yz}\\\varepsilon _{xz}\\\varepsilon _{xy}\end{bmatrix}}={\begin{bmatrix}{\tfrac {1}{E_{1}}}&-{\tfrac {\nu _{12}}{E_{1}}}&-{\tfrac {\nu _{13}}{E_{1}}}&0&0&-{\tfrac {\alpha _{1}}{E_{1}}}\\-{\tfrac {\nu _{21}}{E_{2}}}&{\tfrac {1}{E_{2}}}&-{\tfrac {\nu _{23}}{E_{2}}}&0&0&-{\tfrac {\alpha _{2}}{E_{2}}}\\-{\tfrac {\nu _{31}}{E_{3}}}&-{\tfrac {\nu _{32}}{E_{3}}}&{\tfrac {1}{E_{3}}}&0&0&-{\tfrac {\alpha _{3}}{E_{3}}}\\0&0&0&{\tfrac {1}{G_{23}}}&-{\tfrac {\beta _{23}}{G_{23}}}&0\\0&0&0&-{\tfrac {\beta _{31}}{G_{31}}}&{\tfrac {1}{G_{31}}}&0\\-{\tfrac {\alpha _{1}}{E_{1}}}&-{\tfrac {\alpha _{2}}{E_{2}}}&-{\tfrac {\alpha _{3}}{E_{3}}}&0&0&{\tfrac {1}{G_{12}}}\\\end{bmatrix}}{\begin{bmatrix}\sigma _{xx}\\\sigma _{yy}\\\sigma _{zz}\\\sigma _{yz}\\\sigma _{xz}\\\sigma _{xy}\end{bmatrix}}}

Con las siguientes restricciones, que garantizan que la matriz anterior sea simétrica:

{\displaystyle {\frac {\nu _{ij}}{E_{i}}}={\frac {\nu _{ji}}{E_{j}}},\quad {\frac {\beta _{23}}{G_{23}}}={\frac {\beta _{31}}{G_{31}}}}

Las constantes independientes pueden escogerse como tres módulos de elasticidad longitudinal ({\displaystyle E_{1},E_{2},E_{3}}), tres coeficientes de Poisson ({\displaystyle \nu _{12},\nu _{13},\nu _{23}}), tres módulos de elasticidad transversal ({\displaystyle G_{12},G_{13},G_{23}}) y las cuatro constantes adicionales ({\displaystyle \alpha _{1},\alpha _{2},\alpha _{3},\beta _{23},}), que dan un total de 13 constantes elásticas independientes.

### Clinotropía triclínica
Este es el grado más alto de anisotropía, con un grupo de simetría trivial o de orden 2. Por esa razón requiere una matriz de rigidez que en notación de Voigt no tiene ninguna componente nula y, por tanto, requiere 21 constantes elásticas para definir las relaciones tensión-deformación:

{\displaystyle {\begin{bmatrix}\sigma _{xx}\\\sigma _{yy}\\\sigma _{zz}\\\sigma _{yz}\\\sigma _{xz}\\\sigma _{xy}\end{bmatrix}}={\begin{bmatrix}C_{11}&C_{12}&C_{13}&C_{14}&C_{15}&C_{16}\\C_{12}&C_{22}&C_{23}&C_{24}&C_{25}&C_{26}\\C_{13}&C_{23}&C_{33}&C_{34}&C_{35}&C_{36}\\C_{14}&C_{24}&C_{34}&C_{44}&C_{45}&C_{46}\\C_{15}&C_{25}&C_{35}&C_{45}&C_{55}&C_{56}\\C_{16}&C_{26}&C_{36}&C_{46}&C_{56}&C_{66}\end{bmatrix}}{\begin{bmatrix}\varepsilon _{xx}\\\varepsilon _{yy}\\\varepsilon _{zz}\\\varepsilon _{yz}\\\varepsilon _{xz}\\\varepsilon _{xy}\end{bmatrix}}}